# Братство 4: Комплекс
Братство 4: Комплекс (англ. The Brotherhood 4: Complex) — канадский фильм ужасов, снятый в 2005 году режиссёром Дэвидом Де Кото.

## Сюжет
Молодой кадет военной академии вступает в ряды тайной организации Чёрные черепа. Он должен пройти странный обряд в таинственной пещере на берегу моря, где на него нападает нечто, излучающий яркий свет и обладающий невероятной силой. Вскоре, таинственное существо начинает охотиться за всеми, кто принадлежит к ордену Черепов.

## В ролях
- Себастьян Гаки — Ли Хэнлон
- Эйприл Телек — Капитан Арабелла Моррисси
- Броди Хармс — Роберт Северин
- Грэм Козакоский — Виктор Танос
- Анжелика Нод — Секретарь Мэдисон
- Чед И. Рук — Энди
- Брет Вайберг — Брендон
- Эмри Райт — Чарли
- Эндрю Батлер — Найлз
- Адам Доддс — Тритан
- Алекс Хольтц — Спайдер
- Чарли Марш — Солдат

## Интересные факты
Съёмки фильма проходили в городах Ванкувер и Питт Мидоуз в Британской Колумбии в Канаде.

## Музыка
В фильме звучали песни:
- Hydrogen в исполнении Joe Silva
- Stalker в исполнении Joe Silva
- Everybody's Made Of Soul в исполнении TonePushers